# Драгомир Ненадовић
Драгомир Ненадовић (Горажде, код Берана, 7. април 1915 — Паљска коса, код Мојковца, 22. фебруар 1942), учесник Народноослободилачке борбе и народни херој Југославије.

## Биографија
Рођен је 7. априла 1915. године у селу Горажду код Берана. Потиче из сиромашне сељачке породице. После завршене основне школе, бавио се пољопривредом на врло скромном имању. Његов старији брат и сестра били су чланови Комунистичке партије Југославије, што је утицало и на Драгомира да се већ у раној младости определио за револуционарни омладински покрет.
Учествовао је у акцијама и демонстрацијама револуционарно оријентисане омладине беранског среза. Након тога је 1937. године постао члан СКОЈ-а. Као већ истакнути учесник у револуционарним догађајима и с одређеним искуством, примљен је 1938. године у КПЈ. Због учешћа у демонстрацијама и другим акцијама, више је пута био хапшен. Његово храбро држање на саслушањима и у затвору прибавило му је углед и ауторитет, нарочито међу омладином.
Након окупације 1941. године, активно је учествовао у припремама за оружани устанак. У Тринаестојулском устанку се посебно истакао у нападу на жандармеријске станице и у борбама за ослобођење Берана, 17. и 18. јула 1941. године. Истакао се и у борбама за одбрану слободне територије беранског среза, крајем јула и у првој половини августа 1941. године.
Радио је и на извршавању задатака КПЈ у борби против реакционара и сарадника окупатора. Новембра 1941. године, заједно с Војом Масловарићем, упао је у Беране, с циљем да униште једног од највећих противника Народноослободилачког покрета, председника будимске општине Томицу Чукића, који је многе антифашисте послао у смрт и у италијанске концентрационе логоре. Масловарић је убио издајника, а Ненадовић је био поред њега, обезбеђујући му одступницу из града. И касније се истицао подвизима у убиству шпијуна и колаборатора Љуба Кокошевића, Дана Павелица, Мираша Шћекића и других.
Када је био формиран Берански партизански батаљон, крајем 1941. године, Ненадовић је постао његов борац. Истакао се у многим тешким борбама овог батаљона првих месеци 1942. године у Санџаку. Захваљујући борбама Беранског батаљона, снаге Народноослободилачког покрета у знатном делу Санџака успеле су да избегну најтеже ударце непријатеља.
Јуришајући на четничке положаје, Драгомир Ненадовић убијен је непријатељским рафалом на Паљској коси, између Мојковца и Бијелог Поља, 22. фебруара 1942. године.
Одлуком председника Федеративне Народне Републике Југославије Јосипа Броза Тита, 27. новембра 1953. године, проглашен је за народног хероја.